# Géopolitique de l'eau
La géopolitique de l'eau s'attache à la description et à l'analyse des rivalités entre États qui ont pour objet ou vecteur l'eau. La géopolitique de l'eau analyse les répercussions politiques des besoins en eau, des concurrents pour l'obtention de ressources aqueuses, de leur exploitation, etc.
Les tensions autour du l'eau sont liées à ce que, essentielle pour la vie humaine, elle est difficilement trouvable ou coûteuse à produire à un état potable.

## Enjeu d'allocation

### Allocation internationale
Si la Terre est à recouverte d'eau à hauteur de 71 % de sa surface, 97 % de cette eau est salée, et 2 % emprisonnée dans les glaces. Seul le dernier pour cent restant peut, naturellement, irriguer les cultures et étancher la soif de l'humanité. Aussi, l'eau et l'eau potable sont inégalement réparties sur la planète,,. Cette inégalité dans l'allocation des ressources est un facteur aggravant de tensions préexistantes entre pays.

Cartes du stress hydrique et de la pénurie d'eau dans le monde.
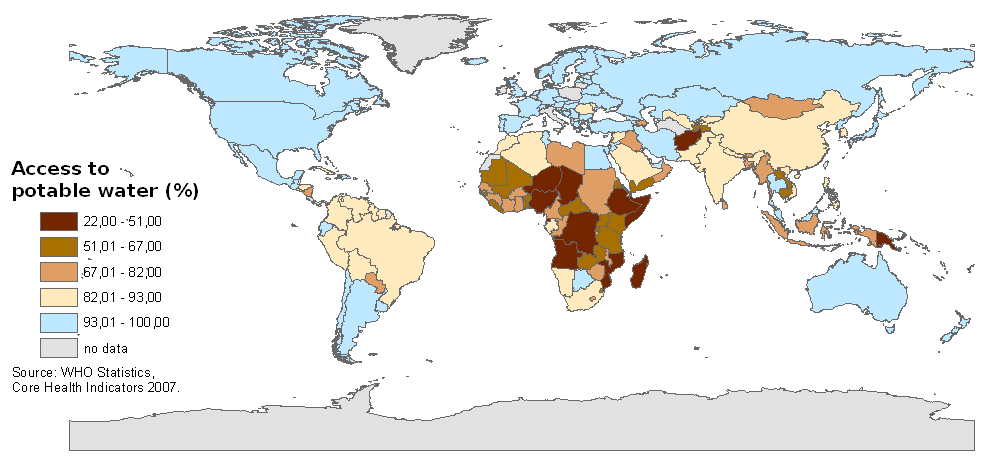
Part de la population ayant accès à l'eau potable en 2005.
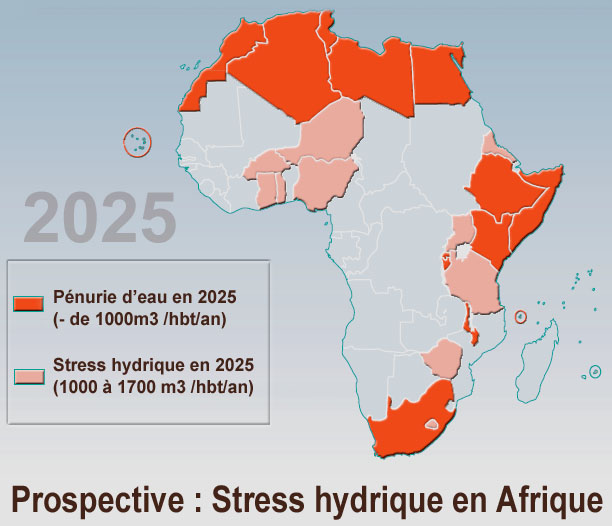
Estimation de l'ONU de la pénurie d'eau ou de stress hydrique en Afrique en 2025.

En 2025, selon l'ONU, à cause de la surexploitation des nappes et de l'augmentation des besoins, 25 pays africains seront en état de pénurie d'eau (moins de 1 000 m3/hab/an) ou de stress hydrique (1 000 à 1 700 m3/hab/an).

### Allocation selon le niveau de développement
La consommation d'eau est très inégale selon les niveaux de développement des pays :
- 9 985 m3/hab par an aux États-Unis[7] ;
- 3 000 m3/hab par an dans les pays européens[8] ;
- 200 m3/hab par an dans des pays en développement comme l'Angola ou l'Éthiopie[8] ;
- 7,3 m3/hab par an soit 20 L/hab par jour au Mali ou à Haïti[8].

Les associations humanitaires pointent du doigt ces disparités. « Alors qu’en moyenne un agriculteur malgache consomme dix litres d’eau par jour, un Parisien a besoin de 240 litres d’eau pour son usage personnel, le commerce et l’artisanat urbains, et l’entretien des rues. Quant au citadin américain, il consomme plus de 600 litres. »
Au niveau planétaire, quatre milliards de personnes connaissent des pénuries sévères d’eau au moins 1 mois par an. D’ici 2025, 63 % de la population mondiale sera soumise au stress hydrique.

### Allocation nationale
Dans le monde, il existe une forte inégalité entre les hommes et les femmes en ce qui concerne l’accès à l’eau, l’hygiène et l’assainissement. En Afrique par exemple, 90 % des tâches de collecte d’eau et de bois sont réalisés par les femmes. Au total, les femmes et les filles passent en moyenne six heures par jour à collecter de l'eau.

## Enjeu économique

### Corruption
Selon l'ONG Transparency International, la corruption grève les contrats de l'eau dans de nombreux pays entraînant des gaspillages et des coûts excessifs pour les plus pauvres[réf. incomplète].

### Agriculture
L'agriculture des pays développés est mise en cause pour sa consommation intensive d'eau :
- au début du XXIe siècle, 70 % des prélèvements d'eau effectués sont destinés à l'agriculture vivrière ou d'exportation pour le marché mondial[8] ;
- il faut 13 000 litres d'eau pour produire un kilogramme de bœuf, dite eau virtuelle[12].

## Enjeu diplomatique
L'eau, en tant que ressource vitale, est une source de conflits, d'exacerbation de conflits, et elle est parfois instrumentalisée dans ce cadre,,,,,,
Les barrages et pompages d'eau faits pour les besoins humains peuvent localement entrer en conflit avec les besoins agricoles et ceux des écosystèmes. Certains barrages, notamment en Afrique sur le Nil, sont à l'origine de tensions interétatiques fortes.

## Conférences de l'ONU sur l'eau
En 1977, la première conférence de l'Organisation des Nations unies sur le thème de l’eau s'est tenue à Mar del Plata, en Argentine. Une deuxième conférence a lieu du 22 au 24 mars 2023, au siège des Nations unies à New York. Le secrétaire général des Nations unies António Guterres déclare notamment en ouverture de cette deuxième conférence : « nous avons brisé le cycle de l’eau, détruit les écosystèmes et contaminé les eaux souterraines. Aujourd’hui, près de trois catastrophes naturelles sur quatre sont liées à l’eau. Une personne sur quatre vit sans services d’eau gérés de manière sûre ou sans eau potable. Plus de 1,7 milliard de personnes ne disposent pas de systèmes d’assainissement de base. C’est une conférence sur le monde contemporain, vu sous l’angle de sa ressource la plus importante. Nous n'avons par une minute à perdre ».